# Пальгунова, Тамара Михайловна
Тамара Михайловна Пальгунова (23 февраля 1915, Петроград — 12 февраля 1997, Саратов) — советский учёный-правовед, кандидат юридических наук, доцент кафедры конституционного права Саратовского юридического института имени Д. И. Курского, специалист по конституционному праву.

## Биография
Тамара Михайловна Пальгунова родилась в 23 февраля 1915 года в городе Петрограде.
- 1937 год — окончила Ленинградский институт инженеров-механиков социалистического земледелия.
- 1954 год — окончила Высшую партийную школу ЦК КПСС.
- 1965 год — 1977 год — секретарь исполкома Саратовского городского Совета народных депутатов.
- 1972 год — защита диссертации на соискание учёной степени кандидата юридических наук на тему «Советское избирательное законодательство и вопросы совершенствования организации выборов в местные советы: на материалах законодательства РСФСР» под руководством доктора юридических наук, профессора Исаака Ефимовича Фарбера.
- 1975 год — 1987 год — доцент Саратовского юридического института имени Д. И. Курского.

Умерла в Саратове 12 февраля 1997 года.

## Научная деятельность
В сферу научных интересов Т. М. Пальгуновой входило изучение проблем избирательного законодательства в местные Советы, правового регулирования отзыва мандата депутата, подотчётности государственных органов населению, способов повышения контроля избирателей за деятельностью выборных органов власти.
Будучи преподавателем Саратовского юридического института имени Д. И. Курского читала курс «Советское строительство».
Т. М. Пальгуновой опубликовано более 50 научных работ, в том числе монографии и учебные пособия. Публиковалась в ведущих научных журналах, таких как Советское государство и право, Советская юстиция, Хозяйство и право.

## Награды
- Два Ордена «Знак Почёта»
- Медаль «В ознаменование 100-летия со дня рождения Владимира Ильича Ленина»
- Медаль «За доблестный труд в Великой Отечественной войне 1941—1945 гг.»
- Медаль «Ветеран труда»
- Медаль «Тридцать лет Победы в Великой Отечественной войне 1941—1945 гг.»

## Избранная библиография

### Диссертации
- Пальгунова Т. М. Советское избирательное законодательство и вопросы совершенствования организации выборов в местные Советы. (На материалах законодательства РСФСР). Дис. … канд. юрид. наук. — Саратов, 1972. — 219 с.

### Монографии, учебные пособия
- Иванищева Н. П., Пальгунова Т. М. Перед лицом новых задач: (Из опыта работы Урожайного сельского Совета Озинского района). — Саратов: Приволжское книжное издательство, 1963. — 24 с. — (В помощь советскому работнику).
- Иванищева Н. П., Пальгунова Т. М. Содействие сельского Совета развитию сельскохозяйственного производства. — М.: Юридическая литература, 1964. — 40 с.
- Иванищева Н. П., Пальгунова Т. М. Деятельность районного, городского Совета в области торговли, общественного питания и бытового обслуживания. — М.: Юридическая литература, 1974. — 88 с. — (Библиотечка для работников районных, городских Советов).
- Пальгунова Т. М. Выборы в местные Советы. — М.: Юридическая литература, 1977. — 62 с.
- Коллектив авторов. Советское строительство / Отв. ред.: Л. А. Лукашов, Науч. ред.: В. М. Манохин. — Саратов: Издательство СГУ, 1982. — 205 с.
- Новосёлов В. И., Пальгунова Т. М. Объединение местными Советами средств предприятий. — М.: Юридическая литература, 1984. — 95 с. — (Работнику исполкома местного Совета).

### Статьи
- Пальгунова Т. М., Фарбер И. Е. Об общественном самоуправлении. (По материалам Саратовской области) // Советское государство и право : научный журнал. — 1961. — № 7. — С. 103—107.
- Манохин В. М., Пальгунова Т. М. Габричидзе Б. Н. Организационно-инструкторский аппарат исполкомов местных Советов. — М.: Юрид. лит., 1963. — 154 с. (Рецензия) // Советское государство и право : научный журнал. — 1964. — № 6. — С. 142—143.
- Иванищева Н. П., Пальгунова Т. М. Новые функции постоянных комиссий и некоторые вопросы практики и законодательства // Советское государство и право : научный журнал. — 1966. — № 6. — С. 112—116.
- Пальгунова Т. М. Вопросы организации выборов в местные советы депутатов трудящихся // Проблемы конституционного права : сборник научных статей. — Саратов, 1969. — С. 147—158.
- Пальгунова Т. М. В. И. Ленин о выборах в представительные органы государственной власти // Вопросы развития общества, государства и права. Тезисы докладов научной конференции, апрель 1970 года : сборник тезисов докладов. — Саратов, 1970. — С. 48—50.
- Пальгунова Т. М. В. И. Ленин о народном представительстве // Вопросы развития общества, государства и права. Тезисы докладов научной конференции, апрель 1970 года : сборник тезисов докладов. — Саратов, 1970. — С. 51—52.
- Пальгунова Т. М. О некоторых вопросах работы Советов и совершенствования избирательного законодательства // Вопросы применения нового законодательства РСФСР о местных Советах депутатов трудящихся в Восточной Сибири. Материалы симпозиума «Новое законодательство о местных Советах депутатов трудящихся РСФСР и практика его применения», состоявшегося 2 — 3 февраля : сборник тезисов докладов. — Иркутск, 1972. — С. 212—220.
- Алаторцев А., Новосёлов В., Пальгунова Т. Объединение местными Советами средств // Хозяйство и право : научный журнал. — 1982. — № 11. — С. 30—33.
- Козинцев С., Пальгунова Т. Совершенствовать работу по рассмотрению предложений, заявлений и жалоб граждан // Советская юстиция : научный журнал. — 1982. — № 2. — С. 3—4.

## Интересные факты
Тамара Михайловна Пальгунова была одной из первых людей, встретивших Юрия Гагарина при приземлении после полёта в космос 12 апреля 1961 года.